# Саз (музыкальный инструмент)
Саз (от персидского слова ساز — «инструмент») — музыкальный инструмент типа лютни семейства тамбуров. Распространён в Азербайджане, Армении, Афганистане, Иране, Турции и в других странах Востока, также у курдов, татар и башкир. Является типичным музыкальным инструментом ашугов Азербайджана и Армении.

## История создания и общие сведения

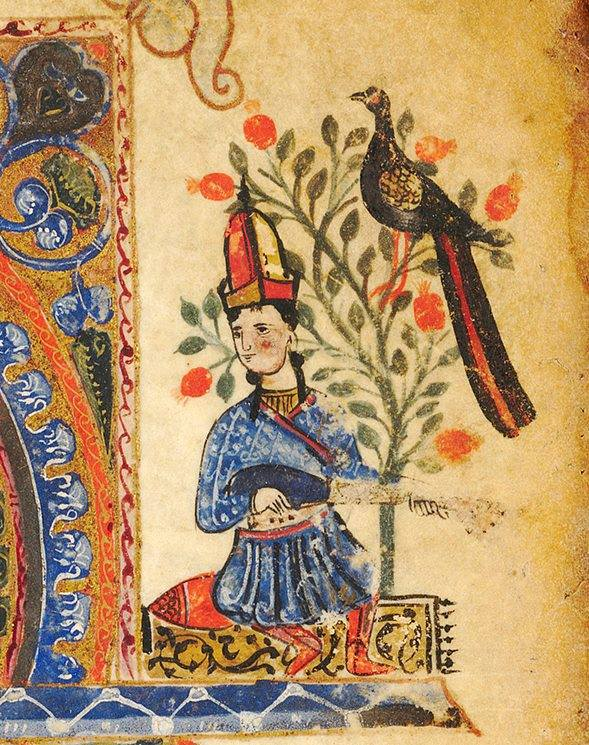
Исполнительница песен с сазом. Армянская миниатюра 1211 года

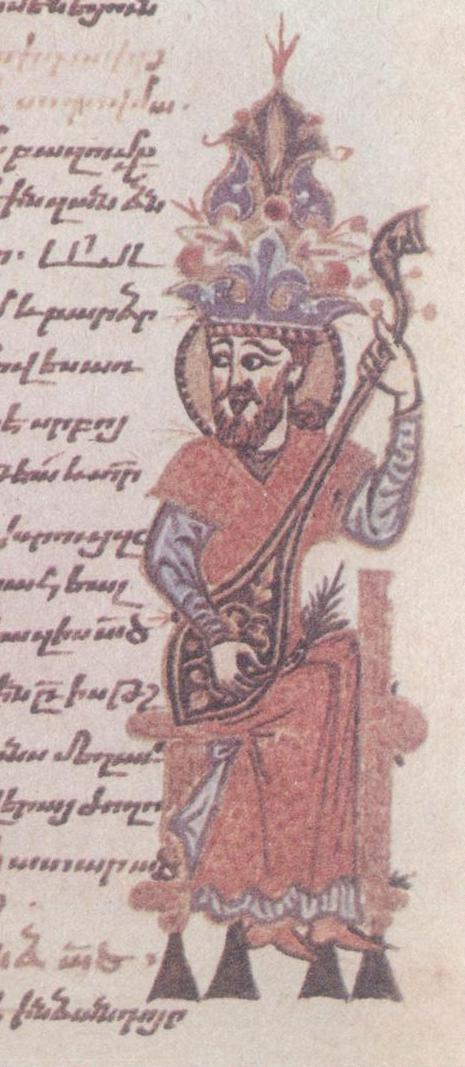
Музыкант с сазом. Армянская миниатюра XIII века

Согласно энциклопедии «Ираника» родоначальником саза, вероятнее всего, был ширванский танбур, популярный также в Тебризе и описанный в XV веке персидским музыкантом и теоретиком музыки Абдулгадиром Мараги. 
Согласно Музыкальной энциклопедии, саз — один из старинных народных инструментов Азербайджана, его предшественниками считают сетар (или джуфти саз) и дутар, имеющий сходную форму. По мнению азербайджанского искусствоведа Меджнуна Керимова, современный азербайджанский саз является совершенным потомком гопуза, а свою современную форму саз принял в эпоху шаха Ирана Исмаила Хатаи (XVI век).
В Армении саз относится к ашугским музыкальным инструментам. Под его аккомпанемент исполняли свои произведения ашуги Саят-Нова, Ширин, Аваси, Шерам. В 1925 году армянский музыкант Вардан Буни для своего Восточного симфонического оркестра создал семью сазов (джура, чонгур, саз-баритон и бас). Также саз упоминается в национальном эпосе «Давид Сасунский». Армянский саз имеет ту же конструкцию, что и азербайджанский; отличается лишь настройкой 2-й группы струн, звучащей октавой выше.
Под названием саз известны музыкальные инструменты, различающиеся размером, формой, количеством струн и строем. Общим для всех сазов является грушевидный корпус, гриф с навязными ладками, деревянный резонатор (без использования кожаной мембраны), сдвоенные или строенные струны (в отличие от сетара, домбры), звукоизвлечение плектром.
В Турции сазом называют два сходных инструмента: 1) «баглама» (bağlama, baglama) — большой саз с 7 струнами (две парных струны и одна тройная), 2) «джура» (cura) — маленький саз с 6 струнами (три парных струны).
В Иране описываемый инструмент распространен под названием «чогур» и турецким названием «баглама», а словом «саз» обозначают любой музыкальный инструмент вообще.

## Изготовление
Изготовление саза — это очень длительный и трудоёмкий процесс. Обычно мастера используют несколько пород деревьев для изготовления различных частей саза. Корпус делают из отборных видов тутовника, гриф бывает вишнёвый, а перемычку, на которую с помощью деревянных гвоздей собирают инструмент — из твёрдого ореха.

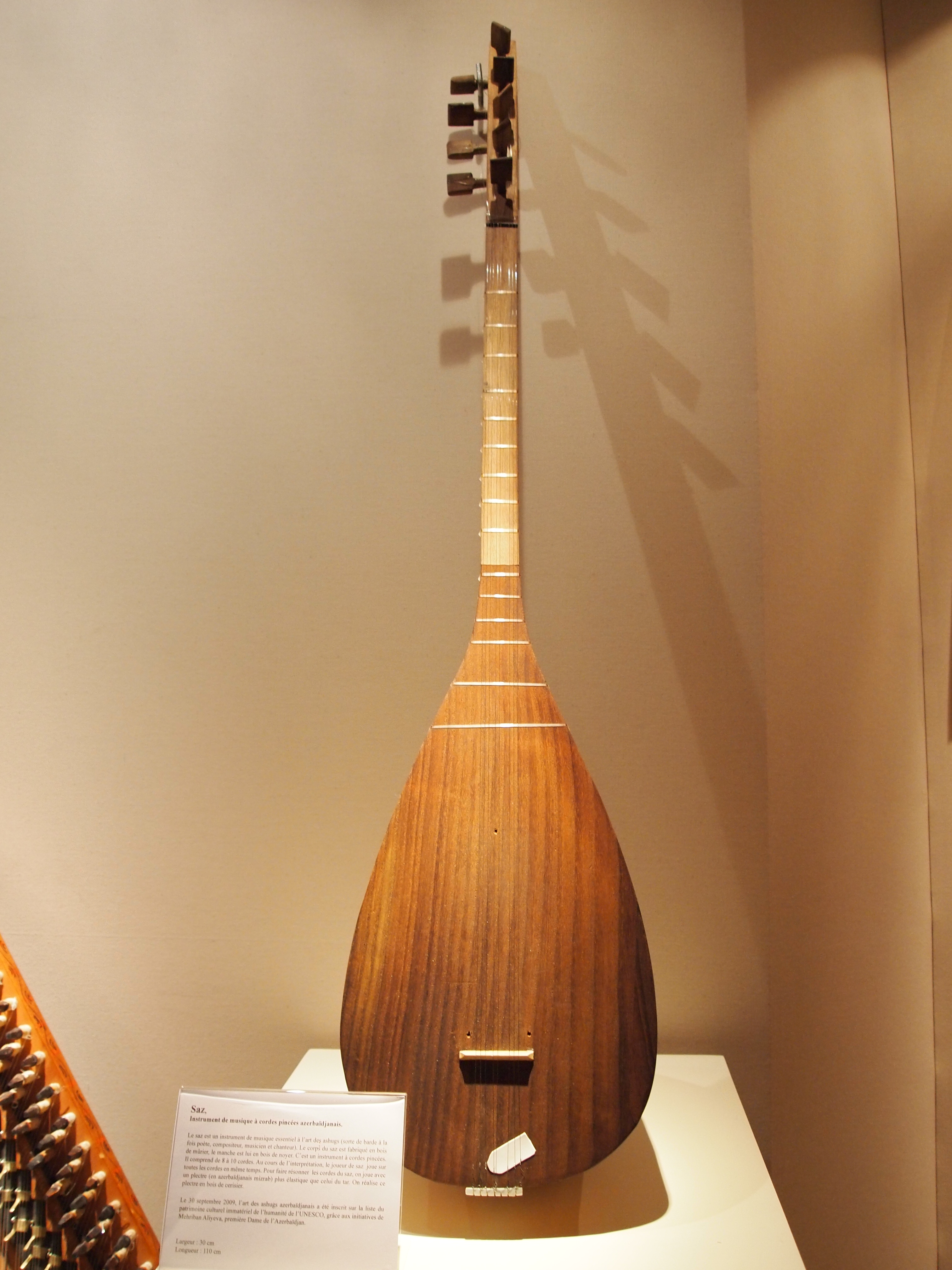
Азербайджанский саз, Музей Искусств в городе Коньяк

Азербайджанский саз имеет глубокий корпус грушевидной формы из орехового или тутового дерева, долблёный или склеенный из отдельных клёпок, и длинную шейку, прямоугольную или округлую с тыльной стороны. Корпус собирается из клёпок в нечётном количестве (обычно, в количестве девяти), соединяемых друг с другом. Эти клёпки стягиваются на прикладе, месте соединения шейки и корпуса, называемом «кюп», а затем к ним монтируется шейка. Верх корпуса покрывается тонкой деревянной декой и на гриф привязывают 16—17 ладков.
Армянский саз имеет ту же конструкцию, отличается лишь настройкой 2-й группы струн. звучащей октавой выше.
Дагестанский саз, называемый чунгур (чугур) — 2-струнный, его парные струны настраиваются в кварту.

## Строение
Саз состоит из трёх частей: грушевидного корпуса, шейки (грифа) и головки. К головке прикрепляются колки, при помощи которых настраивают струны.

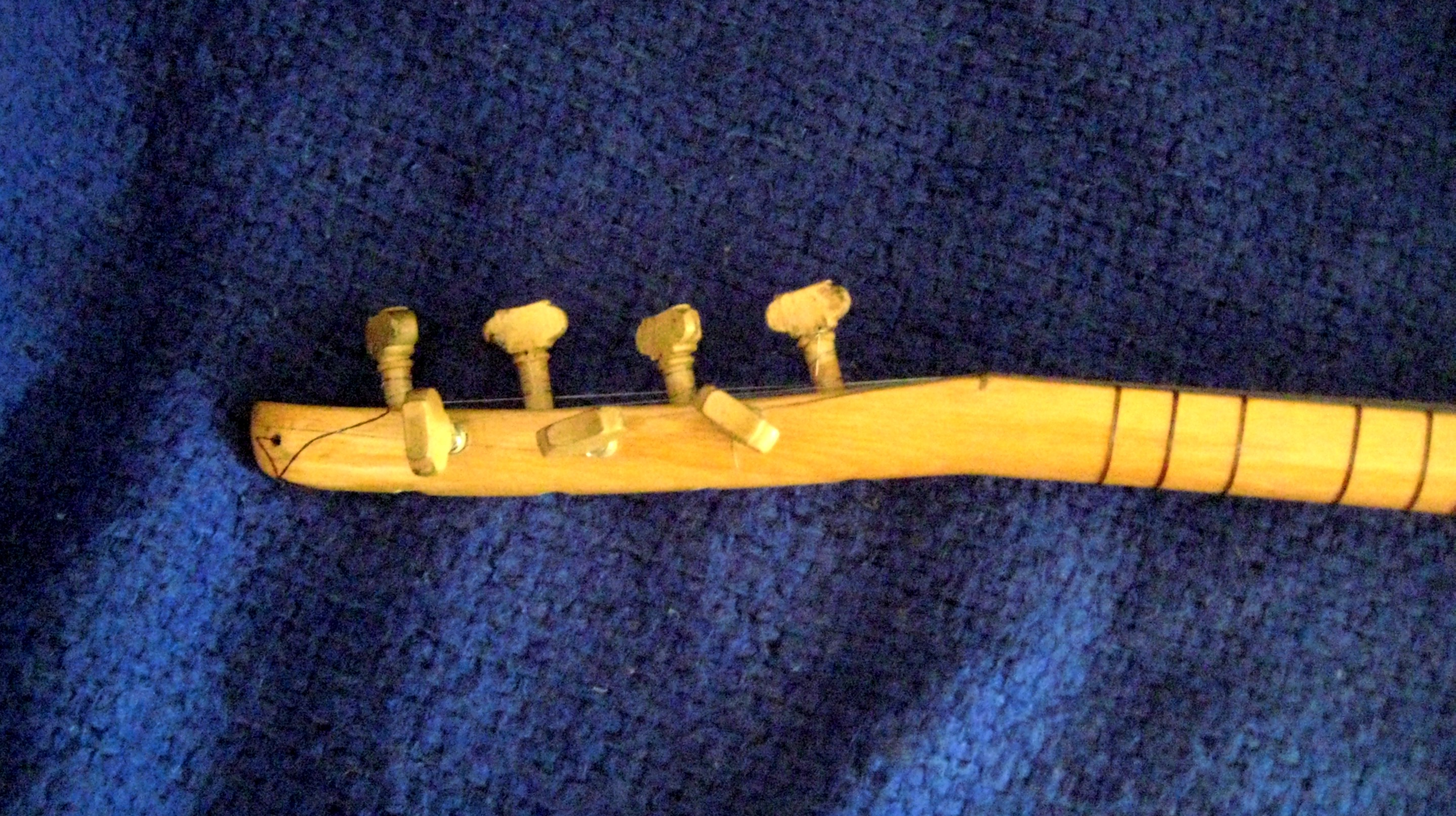
Колки саза располагаются не напротив друг друга, как в большинстве струнных инструментов, а под углом 90 градусов

У армянского саза имеется 10—13 ладов и 6—8 струн, расположенных по группам, но с разным числом хоров в группе, и секундо-квартовый строй
Размеры сазов бывают различными: большой саз состоит обычно из 8—11 струн, средний из 8—9 струн, а маленький из 4—7 струн
Из трёх разновидностей (размеров) саза самый распространенный в Азербайджане «тавар саз» или «ана саз» представляет девяти, иногда, восьмиструнный инструмент. Чуть более компактный по сравнению с ним «орта» или «голтуг» саз имеет шесть, иногда, семь струн, а маленький «джура» саз является четырёх—шестиструнным инструментом.
В XX веке, в особенности, в последнее время, в связи с распространением мугамного исполнительства на сазе, число ладков увеличилось до 17—18.

## Саз в творчестве восточных поэтов

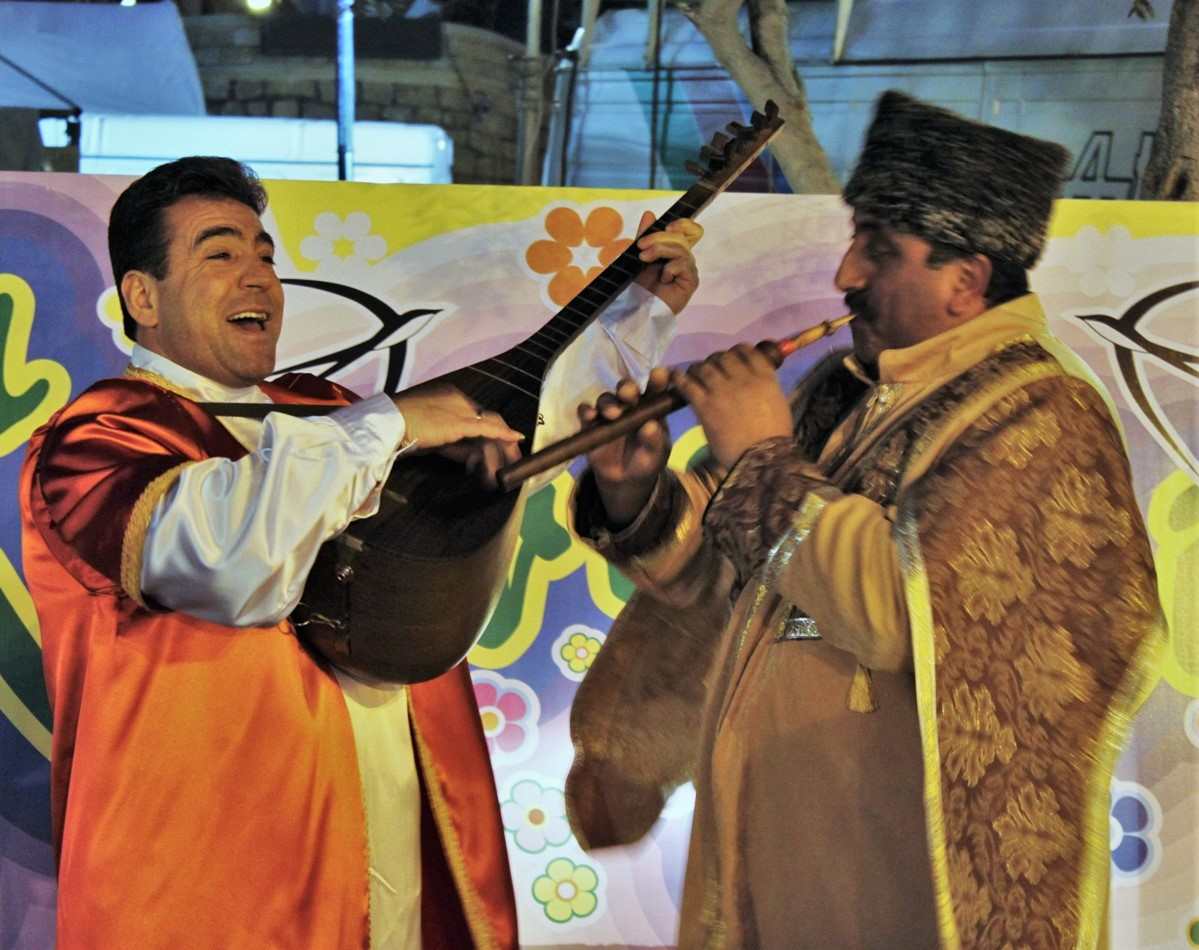
Ашуги на празднике Новруз в Баку

Поэт и мыслитель XII века, классик персидской поэзии Низами Гянджеви в своем творчестве также затрагивает тему саза. Так, в своей знаменитой поэме «Лейли и Маджнун» из «Пятерице — Хамсе» поэт пишет:
 Мир — это саз, коль жить с ним хочешь в лад,

 Настрой его на свой, особый лад.

 Коль ты противоречишь всем вокруг,

 То издаёт твой саз фальшивый звук.
В другой своей поэме из «Пятерицы» — «Хосров и Ширин» Низами воспевает саз следующим образом:
 Из животворных вод весну исторгни снова

 И облеки весну весенней тканью слова.

 Свой звонкий саз возьми, — твой короток привал,

 Напев твой по тебе давно затосковал.
В стихотворении «Песня любви» армянский поэт Костандин Ерзнкаци (XIII — XIV вв.) также упоминает этот музыкальный инструмент:

Тебя вокруг ищу я взглядом

И если знаю: ты не рядом —

Мир кажется мне сущим адом,

И ты одна тому виной!

Но если я тебя замечу,

Я сердце болью изувечу,

Я саз возьму, пойду навстречу, —

Я стать хочу твоим слугой.